# Comuna Kurske, Bilohirsk
Kurske (în ucraineană Курське) este o comună în raionul Bilohirsk, Republica Autonomă Crimeea, Ucraina, formată din satele Kurske (reședința) și Topolivka.

## Demografie
Componența lingvistică a comunei Kurske
     Rusă (69,18%)
     Tătară crimeeană (27,19%)
     Ucraineană (3,05%)
     Alte limbi (0,32%)
Conform recensământului din 2001, majoritatea populației comunei Kurske era vorbitoare de rusă (69,18%), existând în minoritate și vorbitori de tătară crimeeană (27,19%) și ucraineană (3,05%).